# Lupinus plattensis
Lupinus plattensis är en ärtväxtart som beskrevs av Sereno Watson. Lupinus plattensis ingår i släktet lupiner, och familjen ärtväxter. Inga underarter finns listade i Catalogue of Life.